# Andrew Irvine
Andrew Comyn „Sandy“ Irvine (8. dubna 1902, Birkenhead, Cheshire, Spojené království – 8./9. června 1924, Mount Everest) byl britský horolezec, který se v roce 1924 zúčastnil třetí britské expedice na Mount Everest.
Při pokusu o prvovýstup na Mount Everest on a jeho horolezecký partner George Mallory zmizeli vysoko na severovýchodním hřebeni hory. Dvojice byla naposledy spatřena živá několik set metrů od vrcholu a není známo, zda jeden nebo oba před svou smrtí vrcholu dosáhli. Malloryho tělo bylo nalezeno v roce 1999, část Irvineova těla až v září 2024.

## Život
Irvine se narodil v Birkenheadu v Cheshire jako jedno ze šesti dětí historika Williama Fergussona Irvina (1869–1962) a Lilian Davies-Colley (1870–1950). Rodina jeho otce měla skotské a velšské kořeny, zatímco jeho matka byla ze staré cheshirské rodiny. Byl bratrancem novinářky a spisovatelky Lyn Irvineové a také průkopnické chiruržky Eleanor Davies Colleyové a politické aktivistky Harriet Shaw Weaverové.
Studoval na Birkenhead School a Shrewsbury School, kde prokázal přirozené technické vlohy, byl schopný improvizovaně opravit nebo vylepšit téměř cokoli mechanického. Během 1. světové války vyvolal malé pozdvižení ve válečném úřadu tím, že mu poslal návrh synchronizátoru střelby, který by umožnil kulometu střílet z vrtulového letadla přes vrtuli bez poškození jejích listů, a také návrh na gyroskopický stabilizátor pro letadla.
Byl také vášnivým sportovcem a vynikal zejména ve veslování. Poté začal studovat inženýrství na Merton College v Oxfordu. Tam se také připojil k horolezeckému klubu univerzity.
Irvine měl vztah s dívkou jménem Marjory Agnes Standish Summers. Byla vdaná za ocelářského magnáta Henryho Halla Summerse a byla o 33 let mladší než její manžel. Když byl Irvine na Everestu, Henry zahájil s Marjory rozvodové řízení.

## Expedice na Everest

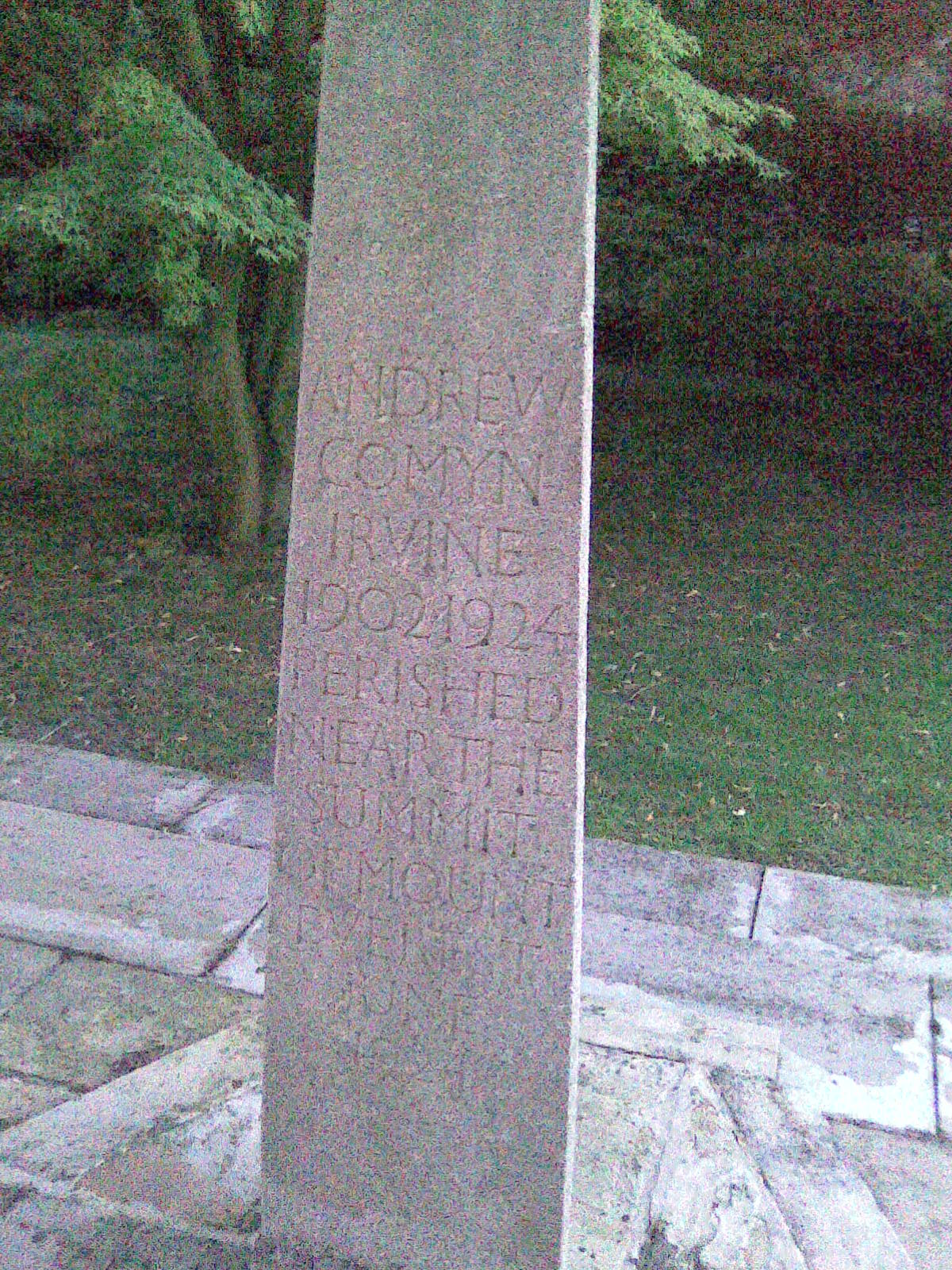
Památník Andrew Irvinovi u Merton College, Oxford

V roce 1923 se Irvine zúčastnil expedice Merton College Arctic Expedition na Špicberky, při níž ve všech směrech vynikal. Vůdcem výpravy byl Noel Odell. Na jeho doporučení byl Irvine pozván, aby se připojil k nadcházející třetí britské expedici na Mount Everest. V té době byl 21letým vysokoškolákem.
Irvine vyplul do Himálaje z Liverpoolu na palubě SS California 29. února 1924 spolu s dalšími třemi členy expedice, včetně George Malloryho.
Během expedice provedl zásadní inovace na expedičních profesionálně navržených kyslíkových soupravách, radikálně zlepšil jejich funkčnost. Také se staral o fotoaparáty, táborová lůžka, kamna a mnoho dalších zařízení.
Expedice provedla dva neúspěšné pokusy o vrchol na začátku června a zbýval čas na ještě jeden předtím, než husté sněžení učiní lezení příliš nebezpečné. Tato poslední šance padla na nejzkušenějšího horolezce expedice Malloryho. K překvapení ostatních si Mallory vybral 22letého nováčka Irvina před starším a zkušenějším Odellem. Irvinova znalost kyslíkového zařízení byla zjevně hlavním faktorem Malloryho rozhodnutí, ačkoli se vedou diskuse o přesných důvodech jeho volby.
Mallory a Irvine zahájili výstup 6. června a na konci druhého dne postavili poslední tábor na v 8168 metrech, z něhož se měli vydat na vrchol. Kdy z něj 8. června odešli, není známo, ale nepřímé důkazy naznačují, že nezačali hladce a brzy, jak Mallory doufal. Odell uvedl, že je viděl ve 12:50 – mnohem později, než se očekávalo.

## Nalezení Malloryho
V květnu 1999 výzkumná výprava našla v 8155 metrech Malloryho tělo. Zbytky provazu stále obepínaly jeho pas, kde byly stopy po silném krvácení. To nasvědčovalo zranění trhnutím provazem – v určitém okamžiku buď Mallory, nebo Irvine mohli spadnout, když byli svázáni. Počáteční pád Mallory zřejmě přežil a utrpěl další nehodu. Pravděpodobnou příčinou smrti se zdálo být bodné poranění v jeho čele, které mohlo být způsobeno cepínem.

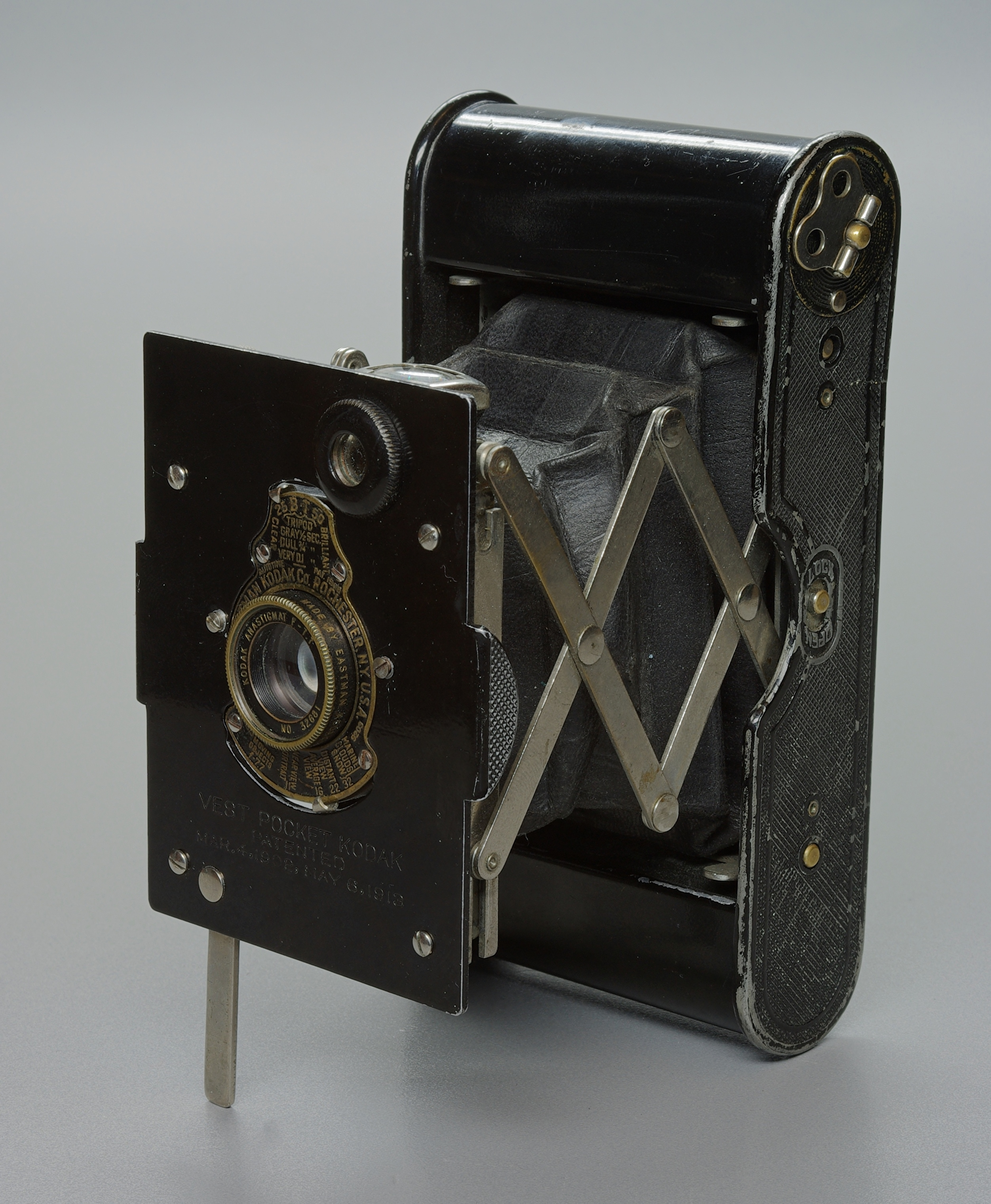
Vest Pocket Kodak

Pátrání neodhalilo žádné stopy po dvou fotoaparátech Vest Pocket Kodak, o kterých psal Irvine v denících. Experti z Kodaku uvedli, že existuje velká šance, že černobílý film fotoaparátů by stále mohl být vyvolán a snímky vytištěny.

## Nález ostatků
V září 2024 našel tým National Geographicu pod vedením Jimmyho China na Everestu část Irvineových ostatků. Předpokládá se, že se vynořily z tajícího ledovce. Tým objevil botu horolezce s ponožkou i částí nohy. K objevu došlo na ledovci ležícím níže, než bylo nalezeno tělo Malloryho. Nález má v držení Čínská tibetská horolezecká asociace. Fotoaparáty se nenašly.